# Mormonundertøj
Mormonundertøj (blandt mormoner kaldet garments) er det hellige undertøj, som mormoner modtager i starten af deres tempelbegavelse. Undertøjet skal bæres dag og nat, efter at mormonen er gået igennem mormontemplet for første gang og har fået sin egen begavelse. I templet bliver medlemmet første gang påklædt af et andet menneske bag et forhæng - for at få dette hellige mormonundertøj på. Ifølge mormonsk tro beskytter undertøjet bæreren mod både fysisk såvel som psykisk overlast. Derfor bliver det mormonske undertøj af ikke-mormoner ofte kaldt magisk undertøj. Undertøjet skal udover at beskytte mormonen mod farer også minde mormonen om de aftaler, han har indgået med mormonkirken. Det moderne mormonundertøj dækker for både mænd og kvinders vedkommende kroppen fra skuldrene og ned til knæene. Undertøjet skal være dækket af andet tøj, da det ikke må ses af ikke-mormoner. Undertøjet er som regel hvidt, medmindre ens job kræver en anden farve. F.eks. bærer soldater hudfarvet undertøj. På undertøjet findes fire hellige frimurermærker, som skal klippes af og brændes, når undertøjet en dag smides ud. Skal en mormon i svømmehallen eller andre steder, hvor der er omklædning med ikke-mormoner, er det almindeligt at have normalt undertøj på, inden man tager hjemmefra, så det ikke ses af andre. Oprindeligt blev frimurertegnene skåret ind i undertøjet, når mormonen fik det på for første gang i mormontemplet. Efter at hullerne var blevet skåret, ville de blive syet sammen med en rød tråd. Denne praksis stoppede dog omkring år 1930, hvorefter frimurertegnene blev lavet på forhånd. Endnu tidligere holdt man op med at sy hullerne sammen med rød tråd, for at symbolerne ikke skulle være synlige gennem hvidt tøj. Undertøjet har ændret sig en del gennem tiden. Mormonundertøjet sælges kun af mormonkirken. For at kunne købe det, skal man kunne bevise, at man har modtaget sin egen begavelse. Prisen på undertøjet går fra $3.10 til $6.50 per del. Mormonundertøjet skal bæres direkte på kroppen for at give den fulde beskyttelse, hvorfor kvinder bærer deres BH uden på undertrøjen og underbukser uden på bukserne (i forbindelse med menstruation). Stopper en mormon med at gå med undertøjet dagligt, mister han retten til at komme ind i mormontemplet. Det hellige undertøj bruges også i flere af de mindre mormonretninger, dog primært af grupper, som har brudt med den Utah-baserede mormonkirke.